# Glavna cesta 7
Die Glavna cesta 7 (slowenisch für Hauptstraße 7) ist eine Hauptstraße erster Klasse in Slowenien.

## Verlauf

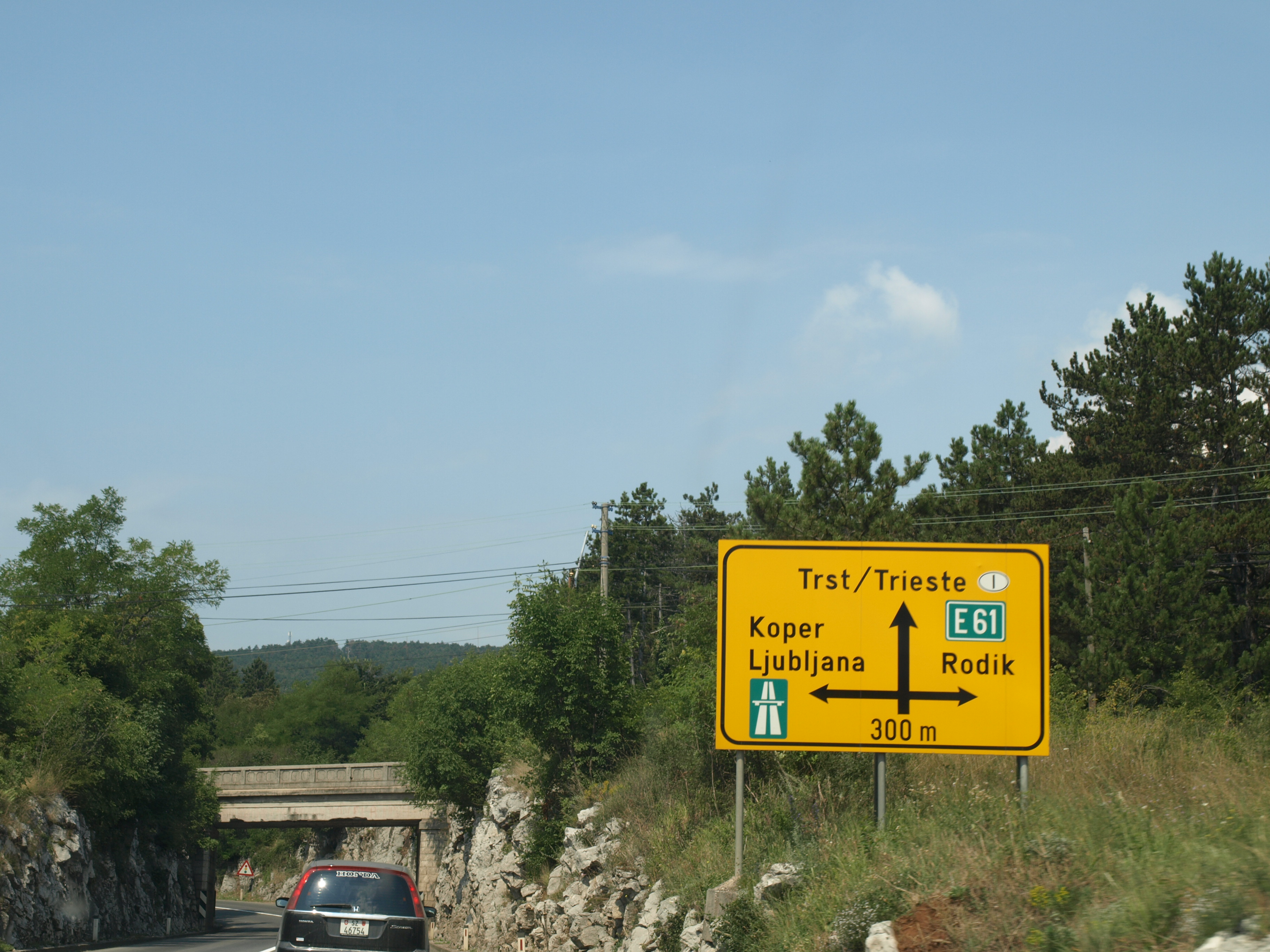
Straßenkreuzung bei Hrpelje (Aufnahme 2008)

Die Straße führt im Zug der Europastraße 61 in Fortsetzung der italienischenStrada Statale 14 della Venezia Giulia vom italienisch-slowenischen Übergang Pese di Grozzana/Sv. Elija über die slowenische Autobahn Avtocesta A1 (Anschlussstelle Kozina) nach Hrpelje. Von dort setzt sie sich in südöstlicher Richtung durch das Matarsko podolje über Obrov fort und erreicht hinter Starod die slowenisch-kroatische Grenze. In Kroatien verläuft sie als Državna cesta D8 in Richtung Rijeka.
Die Länge der Straße beträgt 30,3 km.

## Geschichte
Vor 1998 trug die Straße die aus jugoslawischer Zeit übernommene Nummer M12.